# Natal'ja Šipilova
Natal'ja Borisovna Šipilova (in russo Наталья Борисовна Шипилова?; 31 dicembre 1979) è una pallamanista russa.

## Palmarès

### Olimpiadi
- 1 medaglia:
  - 1 argento (Pechino 2008)

### Mondiali
- 1 medaglia:
  - 1 oro (Francia 2007)